# Eleição para mesa diretora da Câmara dos Deputados do Brasil em 2011
A eleição para a Mesa Diretora da Câmara dos Deputados do Brasil em 2011, ocorrida em 1 de fevereiro de 2011, elegeu Marco Maia em primeiro turno, como Presidente da Câmara dos Deputados do Brasil para o biênio 2011-2013. De acordo com a Constituição brasileira, o presidente da Câmara dos Deputados é o segundo na linha de sucessão da presidência da República (o primeiro é o vice-presidente).
Maia já ocupava a presidência da Casa desde a licença do ex-presidente Michel Temer, que assumiu a vice-presidente da República. Maia foi o candidato indicado por 21 dos 22 partidos com representatividade na Câmara e recebeu o apoio da Presidência da República. Ele disputou o cargo com mais três deputados – Sandro Mabel (PR-GO),que ficou em segundo lugar, com 106 votos; Chico Alencar (PSOL-RJ) e Jair Bolsonaro (PP-RJ), com 16 (3,16%) e 9 (1,78%) votos, respectivamente. Logo após a eleição, o presidente elogiou a participação dos demais candidatos. Dentre os 509 deputados votantes, 3 registraram o voto em branco.
Também foram eleitos os novos integrantes da Mesa Diretora a deputada Rose de Freitas (PMDB-ES), para a primeira vice-presidência; e os deputados Eduardo da Fonte (PP-PE), para a segunda-vice-presidência; Eduardo Gomes (PSDB-TO), Jorge Tadeu Mudalen (DEM-SP), Inocêncio Oliveira (PR-PE) e Júlio Delgado (PSB-MG) para a primeira, segunda, e terceira secretarias, respectivamente.